# Eri Fukatsu
Eri Fukatsu (深津 絵里 Fukatsu Eri; Ōita, 11 gennaio 1973) è un'attrice e cantante giapponese.

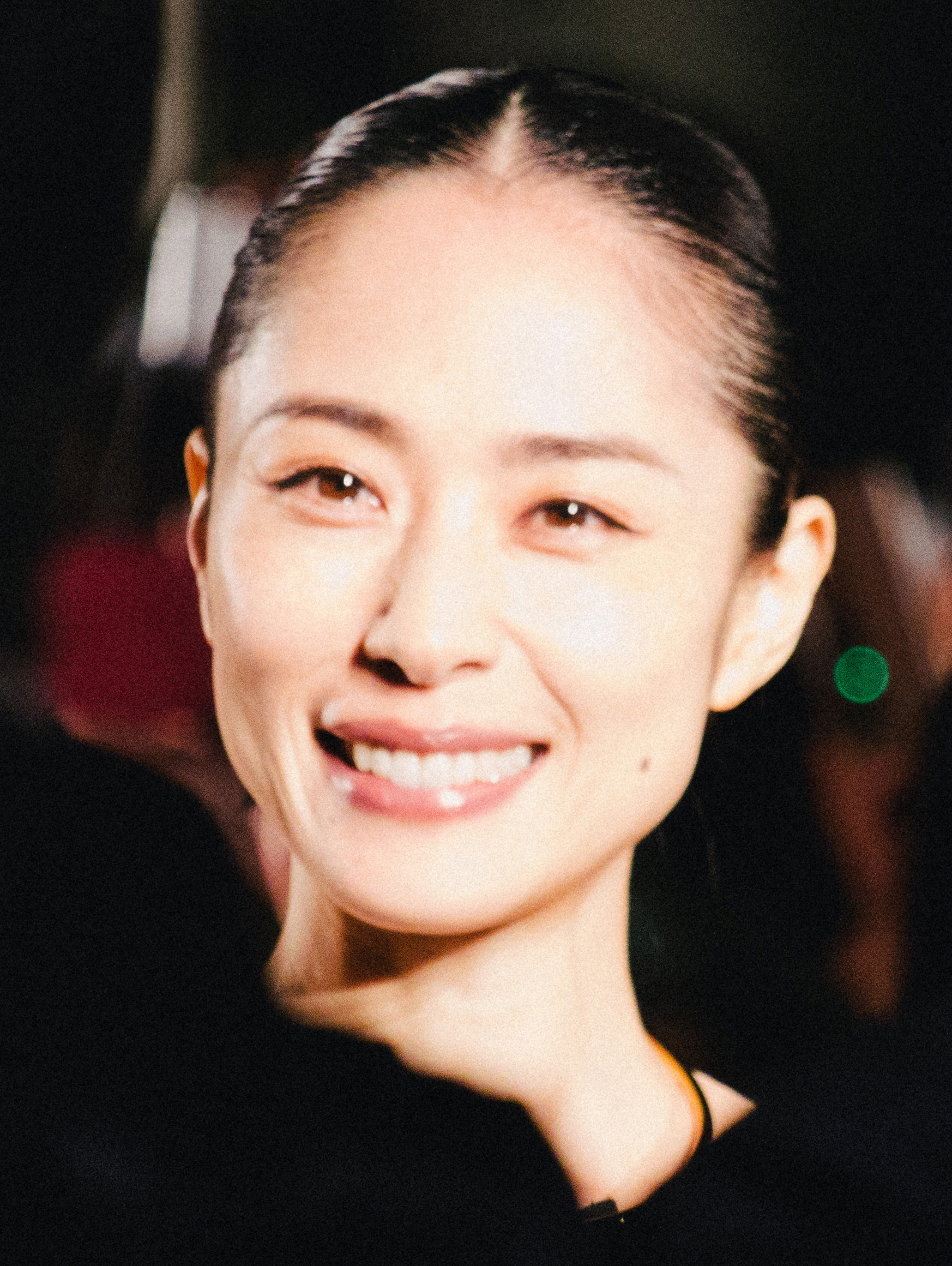
Eri Fukatsu

Vincitrice del premio come miglior attrice al 18º Yokohama Film Festival per il film Haru e del premio come miglior attrice al Montreal World Film Festival del 2010 per Akunin. Ha recitato nella serie tv giapponese Bayside Shakedown e nel relativo spin-off cinematografico Bayside Shakedown - The Movie. Dal 1988 al 1992 ha recitato nelle réclame natalizie della Central Japan Railway Company.

## Biografia
Eri Fukatsu è nata ad Ōita, nell'omonima prefettura, in Giappone. Suo padre è un ingegnere mentre sua madre, Yumiko Fukatsu, è una calligrafa. Ha debuttato come modella a 13 anni, vincendo il concorso di bellezza Harajuku Grand Prix a Tokyo.

## Carriera
Eri Fukatsu comincia la sua carriera nel mondo dello spettacolo come cantante sotto lo pseudonimo di Rie Mizuhara, poi Rie Takahara ed infine utilizzando il suo vero nome. Nel 1988 ha debuttato invece come attrice in 1999 nen no natsu yasumi (Le vacanze estive del 1999), adattamento televisivo del film Tōma no Shinzō. È stata accreditata come voce narrante nel programma televisivo giapponese "World Heritage Sites".
Nel 1997, Fukatsu è stata scelta per il ruolo di Sumire Onda nella serie tv giapponese Bayside Shakedown. Ha recitato insieme a Satoshi Tsumabuki in Akunin, film del 2010 di Lee Sang-il. Per la sua performance in Akunin, Fukatsu ha vinto il premio come miglior attrice al 34º Montreal World Film Festival oltre ad altri numerosi riconoscimenti nazionali ed internazionali. Nel 2011 ha recitato invece in A Ghost of a Chance di Koki Mitani.

## Filmografia

### Film
| Anno | Titolo                           | Ruolo                      | Regista            |
| ---- | -------------------------------- | -------------------------- | ------------------ |
| 1988 | Le vacanze del 1999              | Norio                      | Shusuke Kaneko     |
| 1988 | Stay Gold                        | Risa                       | Osamu Murakami     |
| 1989 | Kiss to Moonlight                | Rie Takahara               | Ryū Kaneda         |
| 1991 | Manatsu no Chikyū                | Yūko Hashimoto             | Osamu Murakami     |
| 1995 | Birthday Present                 | Eri Kawano                 | Michio Mitsuno     |
| 1996 | Haru                             | Hoshi                      | Yoshimitsu Morita  |
| 1998 | Bayside Shakedown: The Movie     | Sumire Onda                | Katsuyuki Motohiro |
| 2000 | Space Travelers                  | Midori Aida ("Irene Bear") | Katsuyuki Motohiro |
| 2003 | Bayside Shakedown 2              | Sumire Onda                | Katsuyuki Motohiro |
| 2003 | Like Asura                       | Takiko                     | Yoshimitsu Morita  |
| 2006 | The Professor's Beloved Equation | Kyōko                      | Takashi Koizumi    |
| 2007 | The Adventures of Super Monkey   | Tang Sanzang               | Kensaku Sawada     |
| 2008 | The Magic Hour                   | Mari Takachiho             | Kōki Mitani        |
| 2008 | Honokaa Boy                      | Chaco                      | Atsushi Sanada     |
| 2009 | Your Story                       | Natsumi Takahara           | Toshiyuki Morioka  |
| 2010 | Bayside Shakedown 3              | Sumire Onda                | Katsuyuki Motohiro |
| 2010 | Akunin                           | Mitsuyo Magome             | Lee Sang-il        |
| 2011 | A Ghost of a Chance              | Emi Hōshō                  | Kōki Mitani        |
| 2012 | Bayside Shakedown The Final      | Sumire Onda                | Katsuyuki Motohiro |
| 2014 | Parasyte: Part 1                 | Ryoko Tamiya               | Takashi Yamazaki   |
| 2015 | Parasyte: Part 2                 | Ryoko Tamiya               | Takashi Yamazaki   |
| 2015 | Kishibe no Tabi                  | Mizuki Yabuuchi            | Kiyoshi Kurosawa   |
| 2016 | The Long Excuse                  | Natsuko Kinugasa           | Miwa Nishikawa     |
| 2017 | Survival Family                  | Mitsue Suzuki              | Shinobu Yaguchi    |

### Televisione
- Yobikō Boogie (1990)
- Paradise Nippon (1990)
- High School Daidassō (1991)
- Ruju no Dengon Vol. 5: Saigo no Natsu Yasumi (1991)
- Ai to iu Nano Moto ni (1992)
- Yonimo Kimyō na Monogatari: Door (1992)
- Natsu no Yoru no Rusuban (1992)
- Hatachi no Yakusoku (1992)
- Kekkonshiki (1993)
- Akuma no Kiss (1993)
- Otona no Kisu (1993)
- Kono Ai ni Ikite (1994)
- Wakamono no Subete (1994)
- Saikō no Kataomoi (1995)
- Best Friend (1995)
- Unawa Kinyuudō: Part 1 (1996)
- Tōmei Ningen: Dead Zone in Zeus (1996)
- Bayside Shakedown (1997)
- Bara no Satsui: Kyomu eno Kumotsu (1997)
- Narita Rikon (1997)
- Tokugawa Yoshinobu (1998), Tenshōin
- Kirakira Hikaru (1998)
- Wangansho Fukei Monogatari: Shoka no Kōtsuu Anzen Special (1998)
- Odoru Daisousasen: Aki no Hanzai Bokumetsu Special (1998)
- Kanojotachi no Jidai (1999)
- Tenkiyohō no Koibito (2000)
- Kabachitare! (2001)
- Chūshingura 1/47 (2001)
- Koi no Chikara (2002)
- Sora Kara Furu Ichioku no Hoshi (2002)
- Suekko Chounan Ane Sannin (2003)
- Kawa, Itsuka Umi e: Muttsu no Ai no Monogatari (2003)
- Slow Dance (2005)
- Saiyuuki (2006)
- Fukatsu Eri no Black Comedy (2007)
- Change (2008)
- The Namino Resutoran Dai 33 Wa (2008)
- Ekiro (2009)

## Discografia
Album
- Applause (1990)
- Sourire (1992)
- Dokuichigo (2012)

Singoli
- "Yokohama Joke" (1988)
- "Nanatsu no Namida" (1989)
- "Approach" (1989)
- "Hitori-zutsu no Futari" (1992)
- "Ai wa Suteki, Ai wa Hanataba" (1992)

## Premi e riconoscimenti
| Anno | Premio                            | Categoria                        | Film                                   | Risultato |
| ---- | --------------------------------- | -------------------------------- | -------------------------------------- | --------- |
| 1990 | 13º Japan Academy Prize           | Esordiente dell'anno             | Mangetsu no Kuchizuke                  | Vinto     |
| 1997 | 18º Yokohama Film Festival        | Miglior attrice                  | Haru                                   | Vinto     |
| 1997 | 20º Japan Academy Prize           | Miglior attrice                  | Haru                                   | Nominata  |
| 1999 | 22º Japan Academy Prize           | Miglior attrice non protagonista | Bayside Shakedown: The Movie           | Nominata  |
| 2002 | 5º Nikkan Sports Drama Grand Prix | Miglior attrice                  | Koi no Chikara                         | Vinto     |
| 2003 | 28º Hochi Film Award              | Miglior attrice non protagonista | Like Asura, Bayside Shakedown 2        | Vinto     |
| 2004 | 27º Japan Academy Prize           | Miglior attrice non protagonista | Like Asura                             | Vinto     |
| 2004 | 27º Japan Academy Prize           | Miglior attrice non protagonista | Bayside Shakedown 2                    | Nominata  |
| 2007 | 16º Japanese Movie Critics Awards | Miglior attrice                  | The Professor's Beloved Equation       | Vinto     |
| 2010 | 34º Montreal World Film Festival  | Miglior attrice                  | Akunin                                 | Vinto     |
| 2010 | 35º Hochi Film Award              | Miglior attrice                  | Akunin                                 | Vinto     |
| 2010 | 23º Nikkan Sports Film Award      | Miglior attrice                  | Akunin                                 | Vinto     |
| 2011 | 34º Japan Academy Prize           | Miglior attrice                  | Akunin                                 | Vinto     |
| 2012 | 35º Japan Academy Prize           | Miglior attrice                  | A Ghost of a Chance                    | Nominata  |
| 2016 | 89º Kinema Junpo Awards           | Miglior attrice                  | Journey to the Shore, Parasyte: Part 2 | Vinto     |
| 2016 | 30º Takasaki Film Festival        | Miglior attrice                  | Journey to the Shore                   | Vinto     |